# سفارت چین در واشینگتن
سفارت چین در واشینگتن (به انگلیسی: Embassy of China) یک منطقهٔ مسکونی در ایالات متحده آمریکا است که در واشینگتن، دی.سی. واقع شده‌است.